# Silkeborg IF Fodbold
 Der er for få eller ingen kildehenvisninger i denne artikel, hvilket er et problem. Du kan hjælpe ved at angive troværdige kilder til de påstande, som fremføres i artiklen.

Silkeborg IF Fodbold, oftest kaldt Silkeborg IF eller SIF, er en dansk fodboldklub i den midtjyske by Silkeborg. Klubben spiller i den bedste danske fodboldrække, Superligaen.
Silkeborg Idrætforening blev stiftet den 26. april 1917. Klubben benyttede sig af sportspladsen, senere Silkeborg Stadion, i de første 100 år af klubbens historie, indtil det nyopførte stadion, JYSK Park, blev indviet den 31. august 2017. Førsteholdets træninger foregår i dag på JYSK Park, mens klubbens øvrige træningsbaner ligger i forlængelse af stadion ved Søholt, i den nordlige del af Silkeborg.
Silkeborg IF har været en del af danmarks bedste fodboldrække (senere Superligaen) siden 1988, dog med sporadiske nedrykninger til- og oprykninger fra 1. division fra 2003 til 2021. Silkeborg IF er tidligere blevet Danmarksmestre i 1994, sølvvindere i 1998, bronzevindere i 1995, 2001 og 2022, samt vinder af Pokalturneringen i 2001 og i 2024.
Silkeborg IF's store resultatmæssige succes i 90'erne, start 00'erne og senest i 2022, har også betydet deltagelse i prestigefyldte europæiske fodboldturneringer som Intertoto Cup, Champions League, Europa League og Conference League.

## Historie

### Stiftelse og vejen til dansk topfodbold(1917-1987)
Silkeborg IF blev stiftet den 26. april 1917. I klubbens første leveår spillede Silkeborg IF i de forskellige jyske rækker. A-rækken, mellemrækken og fra 1942 i mesterrækken, som var den daværende bedste jyske række.
I 1962 rykkede Silkeborg IF kort op i 3. division, og rykkede efterfølgende op i 2. division i 1966. Her spillede klubben de efterfølgende 10 år.
Efter en god periode i 2. division, begyndte resultaterne dog at gå galt for Silkeborg IF, og klubben rykkede flere divisioner ned igen.
I 1982 tog klubben det altafgørende skridt mod dansk topfodbold. Det skete ved oprettelsen af selskabet SIF Fodbold Support A/S, et professionelt selskab, som skulle stå for fodbolden. I årene efter var der atter fremgang, og i 1983 ansatte man Bjarne Jensen som klubbens første træner på fuldtid. Bjarne Jensen sikrede sig et godt første år i klubben, men måtte efter flere dårlige resultater i 1986, overgive trænerjakken til Svend Hugger. Svend Hugger formåede at vende situationen i klubben på sidste spilledag, og sikrede klubben endnu en sæson i 2. division.
Her blev fundamentet for Silkeborg IF's fodboldfremtid etableret, og med ansættelsen af Viggo Jensen i 1987 resulterede det i en oprykning i landets daværende bedste række; 1. division. Oprykningen var til fodbolddanmarks store overraskelse. Blandt andet skrev en journalist fra Politiken: "Det vil være en overraskelse, hvis Silkeborg får tilkæmpet sig et hjørnespark". Klubben markerede sig dog allerede i sin tredje kamp i den bedste række ved at slå Danmarks altdominerende hold, Brøndby IF, med 1-0 på hjemmebane. Da 1988-sæsonen var færdigspillet var Silkeborg på en 9. plads ud af 14 hold og 18 point fra nedrykning, så journalisternes forudsigelser blev for alvor gjort til skamme. I 1989-sæsonen sluttede Silkeborg endnu bedre end året før, da det blev til en flot 7. plads.

### Storhedstiden(1990-2001)
I 1990 blev det endnu bedre, da det flotte spil blev vekslet til en overraskende 4. plads for den midtjyske klub. Rent faktisk var det kun i kraft af en 2 mål dårligere målscore end Ikast fS, at man ikke kvalificerede sig til UEFA-cuppen. I sæsonens sidste kamp vandt Silkeborg 1-0 over Herfølge på hjemmebane, men fik to mål annulleret undervejs i kampen.
Med omlægningen fra 1. division til Superligaen i foråret 1991 skulle Silkeborg kæmpe for sin superligastatus, og det var først efter playoff mod B1909 fra 1. division at man sikrede sig en ny sæson i den bedste række. Fra sommeren 1992 var Silkeborg IF dog en ubestridt del af den absolutte top i dansk fodbold. Klubben begyndte at få flere spillere udtaget til A-Landsholdet og Morten Bruun blev den første SIF-spiller udtaget til en slutrunde-kvalifikationskamp.
De gode resultater betød også kvalifikation til europæisk fodbold, for første gang i klubbens historie. Fra 1991-1994 deltog Silkeborg IF tre gange i den daværende Intertoto Cup.
Selvom der var mange succeser, og der konstant blev sat nye klubrekorder i Silkeborg IF, så nåede klubben i 1994 sit hidtidige sportslige højdepunkt, da klubben blev Danmarksmester for første gang i klubbens historie. Mesterskabet blev dog ikke hevet hjem på overbevisende vis, da FCK snublede på målstregen i deres sidste kamp mod OB. Silkeborg kunne dermed snuppe deres første DM-titel med en hjemmebanesejr på 2-0 sejr over AaB.
Efter sejren måtte klubben dog også sige farvel til klubbens populære træner, svenske Bo Johansson, der altså førte klubben frem til sin første titel. Bo Johansson blev senere udvalgt til dansk landstræner af DBU.
Efter titlen i 1994 var de kommende år præget af fortsat gode resultater og nye højdepunkter. Det blev blandt andet til bronzemedaljer i 1995 og 2001, sølvmedaljer i 1998 under tidligere landstræner Sepp Pionteks ledelse, samt flere semifinaler i Pokalturneringen, der ultimativt resulterede i, at Silkeborg IF blev danske pokalmestre for første gang i 2001. Pokalfinalen blev spillet torsdag den 24. maj i Parken, hvor SIF slog AB med cifrene 4-1. På det tidspunkt var den tidligere FCK-træner Benny Johansen holdets træner.
Det er estimeret, at foruden altdominerende Brøndby IF, så var Silkeborg IF den mest vindende danske fodboldklub igennem 1990'erne.

### Den første krise(2002-2008)
Efter et resultatmæssigt fantastisk årti i 1990'erne, så begyndte sæsonen efter pokaltriumfen i 2001 at sende de første varsler, om et hård til for Silkeborg IF. Klubben havde i starten af 2001-02 sæsonen sagt farvel til vigtige spillere som Henrik "Tømrer" Pedersen og Thomas Røll Larsen, der tog til engelske Bolton Wanderers og F.C. København henholdsvis. Desuden havde klubikonet Morten Bruun indstillet sin karriere op til denne sæson, mens holdets førstemålmand Peter Kjær drog til tyrkiske Besiktas kort inde i sæsonstarten.
Det midtjyske hold formåede med nød og næppe at forblive oppe i den pågældende sæson, men allerede sæsonen efter (2002-03), måtte SIF med en 11. plads i Superligaen rykke ned i 1. division til den efterfølgende sæson. Silkeborg IF skulle dermed, for første gang siden 1987, igen spille i landets næstbedste fodboldrække.
Nedrykningen til 1. division blev dog kortvarig, da klubben med en førsteplads sikrede sig Superliga-bold allerede sæsonen efter igen. Fra 2004 til 2007 spillede Silkeborg IF igen i danmarks bedste fodboldrække, Superligaen, men måtte herefter se sig nødsaget til endnu en gang at rykke ned i 1. division til 2007-08 sæsonen.

### Opblomstringen(2008-2012)
I 2008, mens Silkeborg IF igen spillede i 1. division, foretog klubben det største økonomiske sats i klubbens historie. Der blev foretaget en kapitaludvidelse på 150-200 mio. kroner. En del af planen var at købe Papirfabrikken, et kulturelt og erhvervsmæssigt samlingspunkt i Silkeborg. Derved blev to af byens klenodier koblet finansielt sammen. Desuden ændrede organisationen bag fodboldklubben, navn til Silkeborg IF Invest A/S.
I sæsonen 2008-09, kunne Silkeborg med en andenplads i 1. division, endnu en gang sikre sig oprykning til Superligaen. Silkeborg IF 2. hold blev i øvrigt nr. 1 i Danmarksseriens kreds 3, men kunne ikke rykke op i 2. division Vest, da kvoten for superligaklubbernes 2. hold var fyldt op i denne division.
Silkeborg IF havde efter oprykningen til landets bedste række i 2009-10 en fin sæson, hvor klubben omkring vinterpausen var oppe at snuse til toppen af ligaen. Men efter en lang periode uden sejre i foråret var klubben pludselig en del af nedrykningskampen. En hjemmesejr på 2-0 over F.C. København i 32. runde var dog nok til lige at holde sig oppe.
I den efterfølgende sæson (2010-2011) blev Silkeborg IF overraskende nr. 5 i Superligaen med 43 point, hvor Jesper Bech og esteren Kaimar Saag delte topscorerværdigheden i klubben med syv må hver.
I sæsonen 2011-12 hentede klubben atter 43 point, men denne gang rakte det blot til en 8. plads i Superligaen. Christian Holst blev topscorer med 10 mål i denne sæson. I sommerpausen efter sæsonen skiftede cheftræner Troels Bech til OB. Bech blev afløst af den tidligere SIF-spiller Keld Bordinggard. Opholdet blev dog ikke nogen succes, og efter en periode med manglende resultater blev han afskediget og erstattet af den tidligere træner Viggo Jensen.
Efter nogle godkendte år i Superligaen, måtte Silkeborg IF efter 2012-13 sæsonen atter engang ned at spille fodbold i 1. division. Nedrykningen viste sig endnu en gang at blive kortvarig, men det samme blev opholdet i Superligaen, hvilket skulle vise sig at blive symptomatisk for Silkeborg IF's kommende år.

### "Elevatorholdet"(2013-2021)
Siden 2013 har Silkeborg IF trofast rykket ud af Superligaen, for efterfølgende sæson i 1. division at rykke direkte op igen (dog med undtagelse af 2012-13 sæsonen, hvor SIF blev nr. 9 i Superligaen). Silkeborg IF er dermed også blevet den klub, der har rykket flest gange ud af Superligaen - og omvendt, også den klub der har rykket flest gange op i selvsamme.
Dette har også betydet løbende udskiftninger i holdtruppen, hvor man skiftevis har solgt nøglespillere for at polstre sig økonomisk, og hentet forstærkninger til den kommende sæson i Superligaen. Klubbens ustadige op- og nedrykning har også resulteret i hyppige udskiftninger på trænerposten, hvor de seneste seks trænere som udgangspunkt kun har haft en enkelt eller to sæsoner i spidsen af klubben. Nuværende træner Kent Nielsen har dog siddet i cheftrænerstolen siden 2019. I hans første sæson rykkede Silkeborg ud af Superligaen, men klubben valgte fornuftigt nok at beholde Kent Nielsen som træner. Sæsonen 2020/2021 resulterede oprykning tilbage til Superligaen.
Siden stiftelsen af Silkeborg IF Invest i 2008, har det økonomiske grundlag for klubben dog været positiv, på trods af stor usikkerhed om klubbens indtjening på eksempelvis tilskuere og TV-rettigheder fra sæson til sæson. Yderligere, har et godt talentarbejde i de yngre rækker resulteret i en perlerække af fodboldprofiler, som i de senere år har genereret en god indtjeningskilde for klubben; herunder er nok Kasper Dolberg, Robert Skov, Frederik Alves og Mads Emil Madsen mest nævneværdig.

### Fra oprykker til bronze-vinder og europæisk fodbold(2021 -
Med oprykningen til Superligaen i 2021 var der mange der forventede, at Silkeborg IF ville fortsætte sin status som elevatorhold og rykke ned igen, men her viste det sig som en meget god idé at have holdt fast i Kent Nielsen som træner. Hans offensive spillestil med stor boldbesiddelse og korte afleveringer gjorde, at klubben højst overraskende, men fuldt fortjent, kvalificerede sig til medaljeslutspillet for første gang i klubbens nyere historie. Særligt angrebstrioen, Nicolai Vallys, Sebastian Jørgensen og Nicklas Helenius - ofte omtalt som "VHS" - sprudlede med mange mål og oplæg.
En anden årsag til Silkeborgs succes var at man valgte ikke at sælge ud af sine talentfulde spillere i vinterpausen, selvom der var bud efter både Tobias Salquist og Rasmus Carstensen. Undervejs i grundspillet fik man bl.a. sejre ude over SønderjyskE på 6-0 og Aab på 4-1. I Medaljeslutspillet slog man desuden, på en historisk uge, både Brøndby IF med 3-0 og FCK (som ikke havde tabt de otte foregående kampe i Superligaen) med 3-1.
Ultimativt endte sæsonen 2021/22 ud med en overraskende men velfortjent bronzemedalje til SIF, der i gennem sæsonen blev betragtet som det mest "underholdende" og "velspillende" hold i Superligaen. Silkeborg IF vandt sidst en bronzemedalje i Superligaen tilbage i 2000/01-sæsonen.
Grundet Ruslands invasion af Ukraine 2022 blev alle russiske hold udelukket af de Europæiske turneringer. Dette medførte, at de danske pokalvindere trådte ind i sidste kvalifikationsrunde til UEFA Europa League. Da FC Midtjylland vandt DBU Pokalen 2021-22, og samtidig sluttede på Superligaens 2. plads, der nu gav adgang til UEFA Champions League kvalifikationen, gik Europa League kvalifikationen videre til Silkeborg IF i kraft af deres tredjeplads i Superligaen. Dette betød, at selv med et nederlag i kvalifikationen til Europa League ,vil man stadig være sikret en plads i UEFA Conference League.
Sæsonen 2022/23 startede også rigtig fint for Silkeborg med udesejr og lokalrivalerne fra FC Midtjylland på 3-1, og 2-0 sejr over Brøndby til trods for at man havde solgt Rasmus Carstensen for ca. 22,5 mio. kr. I Europæisk sammenhæng fik man også en drømmelodtrækning til kvalifikationen til EURO-League i form af finske HJK, men her måtte man se sig slået samlet 1-2 og dermed nøjes med gruppespillet i Conference League. Her kom man i gruppe med Anderlecht, West Ham og FCSB. Lige til det sidste var der spænding om Silkeborg kunne gå videre fra gruppen, bl.a. takket været to historiske sejre over FCSB på 5-0. Desværre blev begge opgør mod Anderlecht og West Ham tabt knebent og man måtte tage til takke med 3. pladsen, og derved sluttede det Europæiske eventyr. I begyndelsen af sæsonen valgte Silkeborg også at sælge deres nok største stjerne Nicolai Vallys til Brøndby for 22,5 mio. kr. Dette samt mange kampe i Europa sideløbende med Landspokalturneringen gjorde, at resultaterne i Superligaen begyndte at halte. Da grundspillet var overstået var Silkeborg derfor 1 point fra at komme med i Medaljeslutspillet, og måtte i stedet deltage i Nedrykningsspillet samme med bl.a. Aab som man valgt at sælge Nicklas Helenius til for ca. 5 mio. kr.
Selvom resultaterne i Nedrykningsspillet startede dårligt for Silkeborg IF. bl.a. pga. en del kampe i Landspokalturneringen, så fik Kent Nielsen styr på tropperne og reel nedrykningsfare opstod aldrig. I stedet sluttede man af med 10 point i de sidste 4 kampe afsluttende med en 1-0 sejr i Aalborg som sendte Aab ud af Superligaen. Selvsamme Aab havde slået Silkeborg ud af Landspokalturneringen i semifinalen, som senere blev vundet af FCK. Alt i alt en fin sæson for Silkeborg IF som på den økonomiske front kom ud med et rekordoverskud på 85 mio. kr. efter skat især takket været de Europæiske kampe.
Sæsonen 2023/24 blev historisk da det lykkedes at vinde klubbens 3. titel i form af Pokalturneringen. Det skete Kr. Himmelfartsdag den 9. maj hvor Silkeborg slog ærkerivalerne fra AGF med 1-0. Målet blev scoret af Oliver Sonne.
Forud for pokalfinalen var gået en lang sæson i Superligaen med stor udsving. I løbet af efteråret vandt Silkeborg mange kampe, bl.a. takket været 10 mål fra Alexander Lind som pludselig fandt vej til netmaskerne i 7 kampe i træk, hvilket var klubrekord. Derefter gik både Lind og Silkeborg i stå, og det lykkedes kun med nød og næppe at sikre sig 6. pladsen og derved Medaljeslutspillet i sidste spillerunde af grundspillet. Det blev til hele 14 kampe uden sejr, inden det blev til en 3-0 sejr over FC Midtjylland på Jysk Park.
Pladsen i Medaljeslutspillet gav Silkeborg ro på i forhold til pokalturneringen hvor man i semifinalen skulle møde FC Fredericia fra 1. division som var trænet af SIF-legenden Michael Hansen. Her lykkedes det SIF at gå videre samlet med 6-3 hvorpå man i finalen slog AGF og derved deltog i kvalifikationen til Europa League i den efterfølgende sæson.
Sæsonen 2024/2025, startede med hæderlige nederlag til Molde og Gent i først Euro League og derefter Conference League.

## Stadion & Fankultur

### Stadion
Silkeborg IF's hjemmebanekampe bliver spillet på JYSK Park i den nordlige del af Silkeborg. Stadionet har en kapacitet på 10.000 tilskuere, heraf 6.000 siddepladser. Banen på JYSK Park består af kunstgræs, med elvarme under i tilfælde af frost og sne.
Stadionet ligger på Ansvej, og deler parkeringsplads med Silkeborgs håndboldhaller JYSK Arena, der blandt andet huser håndboldholdet BSH.
Byggeriet af JYSK Park gik i gang i 2015 og blev færdiggjort to år senere i 2017. Konstruktionen var et samarbejde mellem Silkeborg IF Invest A/S og Silkeborg Kommune og kostede i omegnen af 130 mio. kroner, hvoraf kommunen finansierede de 60 mio. og Silkeborg IF de sidste 70 mio. kroner.
Stadion blev officielt indviet den 31. juli 2017 i en udsolgt kamp mellem Silkeborg IF og AGF. Kampen endte 2-1 til Silkeborg IF.

### Tilskuertal
| Sæson     | Gennemsnit | I alt   | Liga        | Stadion           |
| 2009/2010 | 4.656      | 74.496  | Superligaen | Silkeborg Stadion |
| 2010/2011 | 3.812      | 60.991  | Superligaen | Silkeborg Stadion |
| 2011/2012 | 3.958      | 67.290  | Superligaen | Silkeborg Stadion |
| 2012/2013 | 3.150      | 50.394  | Superligaen | Silkeborg Stadion |
| 2013/2014 | 2.140      | 70.625  | 1. Division | Silkeborg Stadion |
| 2014/2015 | 1.691      | 45.047  | Superligaen | Silkeborg Stadion |
| 2015/2016 | 1.691      | 52.428  | 1. Division | Silkeborg Stadion |
| 2016/2017 | 3.085      | 52.450  | Superligaen | Silkeborg Stadion |
| 2017/2018 | 3.885      | 69.921  | Superligaen | Jysk Park         |
| 2018/2019 | 2.381      | 78.560  | 1. Division | Jysk Park         |
| 2019/2020 | 2.397*     | 38.358* | Superligaen | Jysk Park         |
| 2020/2021 | 847*       | 19.474* | 1. Division | Jysk Park         |
| 2021/2022 | 5.296      | 90.637  | Superligaen | Jysk Park         |
| 2022/2023 | 5.665      | 84.730  | Superligaen | Jysk Park         |
| 2023/2024 | 5.639      | 90.221  | Superligaen | Jysk Park         |

*Tilskuertal begrænset pga. Coronavirus

### Fankultur
SIFosis er den officielle fanklub, som støtter Silkeborg IF. Klubben opstod sidst i 90’erne, nærmere bestemt 1998 da de tre fanklubber Red Eyes, SIFanerne og Red Army fusionerede, og blev til SIFosis. Navnet SIFosis leder tankerne over mod det italienske ord "tifosi", der beskriver en gruppe fans eller tilhængere hovedsageligt i sport.
Fankulturen i Silkeborg startede for alvor i guldsæsonen 1994, hvor der var rigtig mange tilhængere, og som en naturlig del af det, blev der dannet en masse forskellige fangrupperinger. Især de tre førnævnte fanklubber fik god succes, og havde en god fremgang, indtil idéen om en fusion til én stor fanklub opstod, og dermed blev fusionen en realitet i 1998 . Gennem årene har fan- og tilskuertilslutningen været svingende, men oplevede en klar opblomstring i oprykningsæsonen 2021/22, da SIF sensationelt vandt bronze som oprykker. I den efterfølgende sæson oplevede man også det højeste tilskuergennemsnit siden guldsæsonen i 1994 
SIF's stemningsafsnit der primært bliver styret af fangruppen "Stoltheden" oplevede også en massiv vækst i bronzesæsonen. Stemningstribunen ligger på "Den røde tribune" og er udelukkende stå-pladser.
SIFosis samarbejder i dag med Stoltheden om at arrangere busture og andre stemningsskabende tiltag.

## Trøjer og hovedsponsorer
| Periode   | Trøjeproducent | Hovedsponsor |
| 1992-2000 | Adidas         | TeleDanmark  |
| 2000-2001 | Hummel         | TeleDanmark  |
| 2001-2003 | Hummel         | TDC          |
| 2003-2008 | Hummel         | Jyske Bank   |
| 2008-2011 | Umbro          | Jyske Finans |
| 2011-2012 | Umbro          | Mascot       |
| 2012-2021 | Uhlsport       | Mascot       |
| 2021-2024 | Uhlsport       | JYSK         |
| 2024-     | Adidas         | JYSK         |

## Spillere
Silkeborg IF's spillertrup består af 25 spillere for indeværende sæson, heraf et par stykker på lån fra andre klubber, mens flere spillere ligeledes også er lejet ud fra SIF.

### Nuværende spillertrup
Oversigten er opdateret til og med 19. mars 2025 
| Nr. | Land       | Position | Spiller                                     |
| --- | ---------- | -------- | ------------------------------------------- |
| 1   | Danmark    | MM       | Nicolai Larsen (Anfører)                    |
| 2   | Danmark    | FO       | Andreas Poulsen                             |
| 3   | Norge      | FO       | Robin Østrøm                                |
| 4   | Portugal   | FO       | Pedro Ganchas (NY fra FC Paços de Ferreira) |
| 6   | Danmark    | MI       | Pelle Mattsson                              |
| 7   | Kasakhstan | MI       | Ramazan Orazov (NY fra FC Aktobe)           |
| 8   | Danmark    | MI       | Jeppe Andersen (NY fra Sarpsborg 08 FF)     |
| 9   | Danmark    | AN       | Alexander Simmelhack                        |
| 10  | Danmark    | AN       | Younes Bakiz (NY fra AaB)                   |
| 11  | Danmark    | MI       | Fredrik Carlsen                             |
| 14  | Danmark    | MI       | Sofus Berger                                |

| Nr. | Land        | Position | Spiller                           |
| --- | ----------- | -------- | --------------------------------- |
| 17  | New Zealand | MI       | Callum McCowatt                   |
| 19  | Danmark     | FO       | Jens Martin Gammelby              |
| 20  | Danmark     | MI       | Mads Larsen                       |
| 18  | Danmark     |          | Leonel Montano                    |
| 23  | Danmark     | AN       | Tonni Adamsen                     |
| 24  | Danmark     | FO       | Alexander Priesborg Madsen        |
| 25  | Sverige     | FO       | Pontus Rödin                      |
| 30  | Danmark     | MM       | Aske Andresen                     |
| 33  | Danmark     | MI       | Mads Freundlich (NY fra Hobro IK) |
| 40  | Danmark     | FO       | Alexander Busch                   |
| 41  | Danmark     | MI       | Oskar Boesen                      |

Træner: Kent Nielsen | Assistenttræner: Peder Knudsen

## Tidligere spillere
Spillere der er listet herunder, er primært fra tiden efter 1988, hvor klubben rykkede op i Danmarks bedste fodboldrække for første gang. Statistikker og info på spillere fra før dette tidspunkt er ikke så tilgængeligt, og derfor ikke retvisende for listen.
Spillerne på listen er primært udvalgt fra faktorer som antal kampe for klubben, mål for klubben og spillernes videre karriere (eksempelvis transferværdi, landsholdskarriere m.m.)
| Navn                      | Nationalitet | Position | Periode             | Kampe | Mål |
| ------------------------- | ------------ | -------- | ------------------- | ----- | --- |
| Morten Bruun              | Danmark      | Forsvar  | 1988-2001           | 424   | 35  |
| Dennis Flinta             | Danmark      | Forsvar  | 2005-2007 2009-2019 | 386   | 26  |
| Ingvar Johansen           | Danmark      | Angriber | 1979-1993           | 325   | 72  |
| Peter Kjær                | Danmark      | Målmand  | 1993-2001           | 291   | 2   |
| Christian Duus            | Danmark      | Forsvar  | 1993-2005           | 283   | 2   |
| Henrik "Tømrer" Pedersen  | Danmark      | Angriber | 1995-2001 2008-2012 | 270   | 96  |
| Michael Larsen            | Danmark      | Midtbane | 1992-2003           | 269   | 23  |
| Thomas Poulsen            | Danmark      | Midtbane | 1997-2006           | 260   | 16  |
| Brian Skaarup             | Danmark      | Forsvar  | 1982-1992           | 254   | 0   |
| Heine Fernandez           | Danmark      | Angriber | 1990-1998           | 246   | 96  |
| Jesper Thygesen           | Danmark      | Midtbane | 1994-1998 1999-2003 | 245   | 45  |
| Peder Knudsen             | Danmark      | Midtbane | 1990-2000           | 234   | 17  |
| Bora Zivkovic             | Danmark      | Forsvar  | 1994-2002           | 231   | 18  |
| Simon Jakobsen            | Danmark      | Forsvar  | 2009-2020           | 223   | 3   |
| Michael Hansen            | Danmark      | Midtbane | 1991-1996 2006-2007 | 214   | 40  |
| Frank Hansen              | Danmark      | Midtbane | 2009-2017           | 213   | 7   |
| Martin Ørnskov            | Danmark      | Midtbane | 2004-2012           | 213   | 18  |
| Peter Sørensen            | Danmark      | Midtbane | 1993-2000           | 209   | 15  |
| Christopher Poulsen       | Danmark      | Forsvar  | 2002-2005 2010-2013 | 195   | 3   |
| Flemming Møldrup          | Danmark      | Forsvar  | 1991-1997           | 192   | 1   |
| Thomas Røll Larsen        | Danmark      | Midtbane | 1996-2001 2005      | 192   | 19  |
| Thorbjørn Holst Rasmussen | Danmark      | Forsvar  | 2006-2016           | 191   | 3   |
| Lars Melvang              | Danmark      | Forsvar  | 1991-1997           | 189   | 4   |
| Christian Holst           | Færøerne     | Midtbane | 2008-2014           | 179   | 47  |
| Troels Bech               | Danmark      | Forsvar  | 1988-1994           | 177   | 12  |
| Allan Reese               | Danmark      | Angriber | 1992-1997           | 171   | 32  |
| Tobias Salquist           | Danmark      | Forsvar  | 2015-2018 2021-2024 | 160   | 9   |
| Jesper Bech               | Danmark      | Midtbane | 2009-2015           | 152   | 28  |
| Peter Degn                | Danmark      | Midtbane | 2004-2010           | 149   | 26  |
| Jacob Laursen             | Danmark      | Forsvar  | 1992-1996           | 144   | 10  |
| Keld Bordinggaard         | Danmark      | Midtbane | 1992-1997           | 143   | 20  |
| Thomas Nørgaard           | Danmark      | Målmand  | 2008-2010 2013-2019 | 140   | 0   |
| Nicolaj Ritter            | Danmark      | Forsvar  | 2012-2016           | 136   | 3   |
| Lasse Heinze              | Danmark      | Målmand  | 2009-2013           | 135   | 0   |
| Sebastian Jørgensen       | Danmark      | Angriber | 2019-2023           | 129   | 32  |
| Nocko Joković             | Danmark      | Midtbane | 1996-1999           | 128   | 33  |
| Iddi Alkhag               | Danmark      | Angriber | 2001-2007           | 125   | 41  |
| Martin Svensson           | Danmark      | Angriber | 2008-2013           | 122   | 15  |
| Rajko Lekic               | Danmark      | Angriber | 2003-2004 2009-2011 | 121   | 76  |
| Daniel A. Pedersen        | Danmark      | Midtbane | 2011-2015           | 121   | 5   |
| Muhammed Akinci           | Danmark      | Midtbane | 2001-2007           | 109   | 10  |
| Robert Skov               | Danmark      | Angriber | 2012-2017           | 106   | 24  |
| Nicklas Helenius          | Danmark      | Angriber | 2016-2017 2021-2022 | 102   | 47  |
| Nicolai Vallys            | Danmark      | Midtbane | 2019-2022           | 96    | 27  |
| Davit Skhirtladze         | Georgien     | Angriber | 2016-2018           | 91    | 28  |
| Rasmus Carstensen         | Danmark      | Forsvar  | 2019-2022           | 89    | 2   |
| Magnus Mattsson           | Danmark      | Midtbane | 2018-2021           | 74    | 31  |
| Jakob Kjeldbjerg          | Danmark      | Forsvar  | 1991-1993           | 73    | 14  |
| Steven Lustü              | Danmark      | Forsvar  | 2006-2009           | 59    | 0   |
| Lukas Engel               | Danmark      | Forsvar  | 2022-2023           | 53    | 3   |
| Martin Laursen            | Danmark      | Forsvar  | 1995-1998           | 35    | 1   |
| Kasper Dolberg            | Danmark      | Angriber | 2015                | 3     | 1   |

## Årets spiller og topscorer
Silkeborg IF har siden 1940'erne kåret årets spiller i klubben. Årets spiller er tidligere blevet udvalgt af spillere og sponsorer, men er de senere år gået over til at blive en fan-baseret afstemning online.
| År   | Årets Spiller                     | Topscorer                          |
| ---- | --------------------------------- | ---------------------------------- |
| 1988 | Jesper Svenningsen                |                                    |
| 1989 | Gert Kristoffersen                |                                    |
| 1990 | Morten Bruun                      | Heine Fernandez                    |
| 1991 | Brian Jørgensen                   | Heine Fernandez                    |
| 1992 | Jakob Kjeldbjerg                  | Jakob Kjeldbjerg Keld Bordinggaard |
| 1993 | Lars Melvang                      | Heine Fernandez                    |
| 1994 | Jacob Laursen                     | Heine Fernandez                    |
| 1995 | Jesper Thygesen                   | Jesper Thygesen                    |
| 1996 | Bora Zivkovic                     | Heine Fernandez                    |
| 1997 | Peter Kjær                        | Nocko Jokovic                      |
| 1998 | Henrik "Tømrer" Pedersen          | Henrik "Tømrer" Pedersen           |
| 1999 | Peter Kjær (2)                    | Peter Lassen                       |
| 2000 | Thomas Røll Larsen                | Henrik "Tømrer" Pedersen           |
| 2001 | Jacob Juhl                        | Bo Nielsen                         |
| 2002 | Thomas Poulsen                    | Iddi Alkhag Lars Brøgger           |
| 2003 | Rajko Lekic                       | Rajko Lekic                        |
| 2004 | Peter Degn                        | Kim Olsen                          |
| 2005 | David Preece                      | Hördur Sveinsson                   |
| 2006 | Steven Lustü                      | Søren Ulrik Vestergaard            |
| 2007 | Rajko Lekic (2)                   | Hördur Sveinsson                   |
| 2008 | Overgik til kåring per kalenderår | Rajko Lekic                        |
| 2009 | Jim Larsen                        | Rajko Lekic                        |
| 2010 | Jesper Bech                       | Jesper Bech Kaimar Saag            |
| 2011 | Dennis Flinta                     | Christian Holst                    |
| 2012 | Marvin Pourié                     | Marvin Pourié                      |
| 2013 | Dennis Flinta (2)                 | Morten Beck                        |
| 2014 | Dennis Flinta (3)                 | Nicolaj Agger                      |
| 2015 | Thomas Nørgaard                   | Andreas Albers                     |
| 2016 | Robert Skov                       | Nicklas Helenius                   |
| 2017 | Jens Martin Gammelby              | Davit Skhirtladze                  |
| 2018 | Magnus Mattsson                   | Ronnie Schwartz                    |
| 2019 | Ronnie Schwartz                   | Ronnie Schwartz                    |
| 2020 | Magnus Mattsson (2)               | Magnus Mattsson                    |
| 2021 | Nicolai Vallys                    | Nicklas Helenius                   |
| 2022 | Tobias Salquist                   | Tonni Adamsen                      |
| 2023 | Tobias Salquist (2)               | Alexander Lind                     |

## Trænere gennem tiden
Silkeborg IF har igennem tiden haft 22 trænere på fuldtid 
| Træner            | Nationalitet | Fra  | Til  | Præstationer                                   |
| ----------------- | ------------ | ---- | ---- | ---------------------------------------------- |
| Bjarne Jensen     | Danmark      | 1983 | 1986 | Oprykning til 2. division (senere 1. Division) |
| Svend Hugger      | Danmark      | 1986 | 1987 |                                                |
| Viggo Jensen (1)  | Danmark      | 1987 | 1992 | Oprykning til 1. division (senere Superligaen) |
| Bo Johansson      | Sverige      | 1992 | 1994 | Vinder - Superligaen 1993-94                   |
| Bo Nielsson       | Sverige      | 1994 | 1995 | 3. Plads - Superligaen 1994-95                 |
| Frank Petersen    | Danmark      | 1995 | 1995 | 3. Plads - Superligaen 1994-95                 |
| Preben Elkjær     | Danmark      | 1995 | 1996 |                                                |
| Sepp Piontek      | Tyskland     | 1997 | 1999 | 2. Plads - Superligaen 1997-98                 |
| Benny Johansen    | Danmark      | 1999 | 2001 | Vinder - DBU Pokalen 2001                      |
| Morten Bruun      | Danmark      | 2001 | 2002 |                                                |
| Viggo Jensen (2)  | Danmark      | 2002 | 2006 | Oprykning fra 1. Division (2003-04)            |
| Peder Knudsen (1) | Danmark      | 2006 | 2006 |                                                |
| Preben Lundbye    | Danmark      | 2007 | 2007 |                                                |
| Peder Knudsen (2) | Danmark      | 2007 | 2008 |                                                |
| Troels Bech       | Danmark      | 2008 | 2012 | Oprykning fra 1. Division (2008-09)            |
| Keld Bordinggaard | Danmark      | 2012 | 2012 |                                                |
| Viggo Jensen (3)  | Danmark      | 2012 | 2013 |                                                |
| Jesper Sørensen   | Danmark      | 2013 | 2014 | Oprykning fra 1. Division (2013-14)            |
| Kim Poulsen       | Danmark      | 2015 | 2015 |                                                |
| Peter Sørensen    | Danmark      | 2015 | 2018 | Finalist - DBU Pokalen 2018                    |
| Michael Hansen    | Danmark      | 2018 | 2019 | Oprykning fra 1. Division (2018-19)            |
| Kent Nielsen      | Danmark      | 2019 | Nu   | Vinder - DBU Pokalen 2024                      |

## Resultater
Resultater og titler i dansk fodbold for Silkeborg IF siden 1988, hvor Silkeborg IF rykkede op i den bedste danske fodboldrække for første gang.

### Titler
- Danmarksmesterskabet:
  - Vinder (1): 1993-94
  - Sølv (1): 1997-98
  - Bronze (3): 1994-95, 2000-01, 2021-22

- Landspokalen:
  - Vinder (2): 2001, 2024.
  - Finalist (1): 2018

### Sæsonoversigt
| Sæson   | Turnering    | Placering              | Kampe (V/U/T) | Målscore | DBU Pokalen  |
| 1988    | 1. Division  | 9. plads               | 11 / 4 / 11   | 39-35    | 1/8-finalen  |
| 1989    | 1. Division  | 7. plads               | 7 / 11 / 8    | 31-29    | Kvartfinalen |
| 1990    | 1. Division  | 4. plads               | 11 / 8 / 7    | 35-26    | 3. Runde     |
| 1991    | Superligaen* | 9. plads               | 4 / 7 / 7     | 23-33    | 3. Runde     |
| 1991-92 | Superligaen  | 6. plads               | 11 / 8 / 13   | 37-50    | 3. Runde     |
| 1992-93 | Superligaen  | 5. plads               | 11 / 10 / 11  | 47-33    | 4. Runde     |
| 1993-94 | Superligaen  | Vinder                 | 17 / 9 / 6    | 57-35    | Semifinalen  |
| 1994-95 | Superligaen  | 3. plads               | 11 / 10 / 13  | 44-39    | 1/8-finalen  |
| 1995-96 | Superligaen  | 6. plads               | 14 / 7 / 12   | 44-42    | Kvartfinalen |
| 1996-97 | Superligaen  | 6. plads               | 10 / 15 / 8   | 51-55    | Semifinalen  |
| 1997-98 | Superligaen  | 2. plads               | 17 / 12 / 4   | 55-31    | Semifinalen  |
| 1998-99 | Superligaen  | 9. plads               | 10 / 14 / 9   | 52-53    | Semifinalen  |
| 1999-00 | Superligaen  | 6. plads               | 13 / 10 / 10  | 49-33    | 1/8-finalen  |
| 2000-01 | Superligaen  | 3. plads               | 15 / 11 / 7   | 49-36    | Vinder       |
| 2001-02 | Superligaen  | 9. plads               | 8 / 8 / 17    | 41-50    | Kvartfinalen |
| 2002-03 | Superligaen  | 11. plads (nedrykning) | 9 / 9 / 15    | 52-54    | 1/8-finalen  |
| 2003-04 | 1. Division  | 1. plads (oprykning)   | 21 / 4 / 5    | 70-25    | 1/8-finalen  |
| 2004-05 | Superligaen  | 8. plads               | 13 / 8 / 12   | 50-52    | 4. Runde     |
| 2005-06 | Superligaen  | 8. plads               | 11 / 6 / 16   | 33-50    | 1/8-finalen  |
| 2006-07 | Superligaen  | 12. plads (nedrykning) | 5 / 7 / 21    | 34-60    | 2. Runde     |
| 2007-08 | 1. Division  | 3. plads               | 16 / 9 / 5    | 60-33    | 3. Runde     |
| 2008-09 | 1. Division  | 2. plads (oprykning)   | 21 / 6 / 3    | 68-27    | 2. Runde     |
| 2009-10 | Superligaen  | 8. plads               | 12 / 7 / 14   | 47-51    | Kvartfinalen |
| 2010-11 | Superligaen  | 5. plads               | 10 / 13 / 10  | 43-49    | 1/8-finalen  |
| 2011-12 | Superligaen  | 8. plads               | 11 / 10 / 12  | 51-47    | 1/8-finalen  |
| 2012-13 | Superligaen  | 12. plads (nedrykning) | 8 / 7 / 18    | 38-66    | 1/8-finalen  |
| 2013-14 | 1. Division  | 1. plads (oprykning)   | 20 / 6 / 7    | 67-38    | 2. Runde     |
| 2014-15 | Superligaen  | 12. plads (nedrykning) | 2 / 8 / 23    | 26-59    | 1/8-finalen  |
| 2015-16 | 1. Division  | 2. plads (oprykning)   | 18 / 9 / 6    | 59-29    | 3. Runde     |
| 2016-17 | Superligaen  | 9. plads               | 9 / 11 / 12   | 36-51    | 1/8-finalen  |
| 2017-18 | Superligaen  | 11. plads (nedrykning) | 9 / 5 / 18    | 39-60    | Finalist     |
| 2018-19 | 1. Division  | 1. plads (oprykning)   | 18 / 7 / 8    | 60-41    | 3. Runde     |
| 2019-20 | Superligaen  | 14. plads (nedrykning) | 6 / 8 / 18    | 43-59    | Kvartfinalen |
| 2020-21 | 1. Division  | 2. plads (oprykning)   | 16 / 1 / 5    | 53-19    | 2. Runde     |
| 2021-22 | Superligaen  | 3. plads               | 13 / 10 / 9   | 54-37    | 3. Runde     |
| 2022-23 | Superligaen  | 9.plads                | 11 / 8 / 13   | 44-49    | Semifinalen  |
| 2023-24 | Superligaen  | 6. plads               | 10 / 6 / 16   | 39-50    | Vinder       |

*Oprettelsen af Superligaen. Placeringen denne sæson udløste to kvalifikationskampe mod B1909 om en plads i Superligaen. SIF vandt sammenlagt 5-4.

## Europæisk deltagelse
| Sæson   | Turnering              | Runde      | Modstander            | Hjemme | Ude | Samlet |
| 1991    | UEFA Intertoto Cup     | Gruppespil | Hammarby IF           | 4–1    | 1–3 | 7–2    |
| 1991    | UEFA Intertoto Cup     | Gruppespil | Energie Cottbus       | 4–1    | 0–1 | 5–1    |
| 1991    | UEFA Intertoto Cup     | Gruppespil | Dukla Banska Bystrica | 1–3    | 2–0 | 1–5    |
| 1993    | UEFA Intertoto Cup     | Gruppespil | FC Zürich             |        | 2–0 |        |
| 1993    | UEFA Intertoto Cup     | Gruppespil | VfL Bochum            | 2–2    |     |        |
| 1993    | UEFA Intertoto Cup     | Gruppespil | FC Tirol              | 1–1    |     |        |
| 1993    | UEFA Intertoto Cup     | Gruppespil | Slovan Bratislava     |        | 2–1 |        |
| 1994    | UEFA Intertoto Cup     | Gruppespil | Halmstads BK          |        | 2–0 |        |
| 1994    | UEFA Intertoto Cup     | Gruppespil | Maccabi Netanya       | 0–0    |     |        |
| 1994    | UEFA Intertoto Cup     | Gruppespil | Sparta Prag           |        | 4–1 |        |
| 1994    | UEFA Intertoto Cup     | Gruppespil | Lokomotiv Sofia       | 7–2    |     |        |
| 1994–95 | Champions League       | 1. kval.   | Dynamo Kijev          | 0–0    | 3–1 | 1–3    |
| 1995–96 | UEFA Cup               | 1. kval.   | Crusaders             | 4–0    | 1–2 | 6–1    |
| 1995–96 | UEFA Cup               | 2. kval.   | Sparta Prag           | 1–2    | 0–1 | 2–2    |
| 1996    | UEFA Intertoto Cup     | Gruppespil | Charleroi             |        | 2–4 |        |
| 1996    | UEFA Intertoto Cup     | Gruppespil | Zaglebie Lubin        | 0–0    |     |        |
| 1996    | UEFA Intertoto Cup     | Gruppespil | SV Ried               |        | 0–3 |        |
| 1996    | UEFA Intertoto Cup     | Gruppespil | Conwy United          | 4–0    |     |        |
| 1996    | UEFA Intertoto Cup     | Finale     | Uralmash              | 0-1    | 1-2 | 2–2    |
| 1996–97 | UEFA Cup               | 1. kval.   | Segesta Sisak         | 0–1    | 1–2 | 2–2    |
| 1996–97 | UEFA Cup               | 2. kval.   | Spartak Moskva        | 1–2    | 3–2 | 3–5    |
| 1997    | UEFA Intertoto Cup     | Gruppespil | Grazer AK             |        | 2–0 |        |
| 1997    | UEFA Intertoto Cup     | Gruppespil | Hrvatska Dragovoljac  | 5–0    |     |        |
| 1997    | UEFA Intertoto Cup     | Gruppespil | SC Bastia             |        | 1–0 |        |
| 1997    | UEFA Intertoto Cup     | Gruppespil | Ebbw Vale F.C.        | 6–1    |     |        |
| 1998-99 | UEFA Cup               | 1. kval.   | NK Mura Murska Sobota | 2–0    | 0–0 | 2–0    |
| 1998-99 | UEFA Cup               | 2. kval.   | AS Roma               | 0–2    | 1–0 | 0–3    |
| 2000    | UEFA Intertoto Cup     | 1. kval.   | FC Dnepr Mogilev      | 1–2    | 2–1 | 2–4    |
| 2001    | UEFA Cup               | 1. kval.   | Real Zaragoza         | 1–2    | 3–0 | 1–5    |
| 2022-23 | UEFA Europa League     | Play-off   | HJK Helsinki          | 1–1    | 1–0 | 1–2    |
| 2022-23 | UEFA Conference League | Gruppespil | RSC Anderlecht        | 0–2    | 1–0 | 0–3    |
| 2022-23 | UEFA Conference League | Gruppespil | West Ham              | 2–3    | 1–0 | 2–4    |
| 2022-23 | UEFA Conference League | Gruppespil | FCSB                  | 5–0    | 5–0 | 10–0   |
| 2024-25 | UEFA Europa League     | 2.kvalif.  | Molde FK              | 3–2    | 1–3 | 4–5    |
| 2024-25 | UEFA Conference League | 3.kvalif.  | KAA Gent              | 2–2    | 2–3 | 4–5    |
| 2025-26 | UEFA Conference League | 2.kvalif.  | KA Akureyri           | 1–1    | 3–2 | 4–3    |
| 2025-26 | UEFA Conference League | 3.kvalif.  | Jagiellonia Białystok | 0–1    | 2–2 | 2–3    |